# Wilbert Schreurs
Wilbert Schreurs (1960) is een Nederlandse historicus die gespecialiseerd is in reclame- en branchegeschiedenis. 

## Leven en werk
Schreurs studeerde geschiedenis aan de Rijksuniversiteit Utrecht. In 1989 publiceerde hij zijn eerste boek, Geschiedenis van de reclame in Nederland, waarvan in 2001 een uitgebreide en gewijzigde editie verscheen. Behalve over reclame schreef hij ook studies over de geschiedenis van de Nederlandse makelaardij, de direct marketingsector, de  postorderbranche en de e-commercesector.
Van 2007 t/m 2014 was Schreurs als docent verbonden aan de vakgroep Algemene Cultuurwetenschappen aan de Vrije Universiteit Amsterdam, waar hij colleges gaf over reclamegeschiedenis en visuele communicatie.
In 2010 was Schreurs curator van de tentoonstelling 100 Jaar ReclameKlassiekers, die gehouden werd in de Beurs van Berlage in Amsterdam. In 2011 was hij mede-initiatiefnemer en -curator van de tentoonstelling Blij dat ik Rij. 125 Jaar Autoreclame, die te zien was in het Louwman Museum in Den Haag. In 2013/14 was in de Beurs van Berlage de door Schreurs samengestelde tentoonstelling 100 Jaar BN'ers in de reclame te zien.

## Boeken (selectie)
- Geschiedenis van de reclame in Nederland, uitgeverij Het Spectrum: Utrecht 1989 (herziene editie 2001)
- Collectieve reclame in Nederland, Stenfert Kroese: Leiden 1991
- Een zondagskind in de reclame. De geschiedenis van Prad, Gaade Uitgevers, Houten 1994
- De doorbraak van Direct Marketing. Direct Marketing in Nederland van 1945 tot nu, Beerens Business Press, Woerden 1995
- Honderd jaar NVM-Makelaardij, NVM: Nieuwegein 1998
- Leuker kunnen we ’t niet maken. De geschiedenis van tv- en radioreclame in Nederland, Lecturis BV: Hilversum 2005
- 100 jaar ReclameKlassiekers, (catalogus), Wilbert Schreurs en Herman Pleij, Stokerkade: Amsterdam 2010
- Blij dat ik Rij. 125 Jaar Autoreclame (catalogus), Wilbert Schreurs, Erwin Wijman & Bas van der Putten, Stokerkade: Amsterdam 2012
- Don't apologize for your commercial. The discourse on the content of television advertising during the early years in Britain and the Netherlands, Nederlands Instituut voor Beeld en Geluid: Hilversum 2014
- Alles Kip & Ei. 60 jaar collectieve reclame & culinaire trends, Caplan Publishing: Arnhem 2015
- So 70's. De jaren zeventig van Abba tot zitkuil, Balans: Amsterdam 2016
- 25 jaar online winkelen in Nederland, Wilbert Schreurs en Wijnand Jongen, Nubiz: Hilversum 2019
- Wat mocht, wat mag, what's next? Reclame als spiegel van onze tijd, Wilbert Schreurs en Doortje Smithuijsen, Unieboek - Het Spectrum bv: Amsterdam 2024